# 少年漫画関連アニメ作品の年代別一覧
少年漫画関連アニメ作品の年代別一覧は、少年漫画を原作としてアニメ化された作品と、少年漫画雑誌に漫画版が掲載（漫画化）された作品を、年代別に分けた一覧である。
- <太字>は、少年漫画を原作としてアニメ化された作品
- <細字>は、少年漫画雑誌に漫画版が掲載（コミカライズ）された作品
- (OVA)と付いている作品は、OVA（オリジナル・ビデオ・アニメーション）として製作された作品
- (映画)と付いている作品は、映画化された作品
- (配信)と付いている作品は、ウェブサイト上での公開用、およびストリーミング動画などのインターネット配信用に製作された作品
- (OVA)・(映画)・(配信)のいずれも付かない作品は、テレビアニメ化された作品

※並びは一般に公開された日付順。

## 1960年代
1963年
- 鉄腕アトム（第1作）
- 鉄人28号（第1作）
- エイトマン

1964年
- 0戦はやと
- 少年忍者風のフジ丸
- ビッグX

1965年
- 宇宙少年ソラン
- W3
- オバケのQ太郎（第1作）
- ジャングル大帝（第1作）

1966年
- 戦え!オスパー
- おそ松くん（第1作）
- 宇宙エース
- ハリスの旋風
- ロボタン（第1作）
- ジャングル大帝 進めレオ!（第2作）

1967年
- 黄金バット
- パーマン（第1作）
- 冒険ガボテン島
- ピュンピュン丸
- ドンキッコ
- スカイヤーズ5（第1作）
- おらぁグズラだど

1968年
- ゲゲゲの鬼太郎（第1作）
- 巨人の星
- アニマル1
- サイボーグ009（第1作）
- ファイトだ!!ピュー太
- 怪物くん（第1作）
- サスケ
- 夕やけ番長
- 佐武と市捕物控

1969年
- ウメ星デンカ
- 紅三四郎
- もーれつア太郎（第1作）
- どろろ（第1作）
- 忍風カムイ外伝
- 男一匹ガキ大将
- タイガーマスク

## 1970年代
1970年
- あしたのジョー
- ばくはつ五郎
- 赤き血のイレブン
- 男どアホウ!甲子園
- キックの鬼
- いなかっぺ大将
- のらくろ

1971年
- 珍豪ムチャ兵衛
- 新オバケのQ太郎（第2作）
- 天才バカボン
- 国松さまのお通りだい
- アパッチ野球軍
- ゲゲゲの鬼太郎（第2作）
- スカイヤーズ5（第2作）
- 原始少年リュウ

1972年
- 赤胴鈴之助
- デビルマン
- ど根性ガエル
- マジンガーZ

1973年
- バビル2世
- ジャングル黒べえ
- ドラえもん（第1作）
- 荒野の少年イサム
- ミクロイドS
- 空手バカ一代
- ドロロンえん魔くん
- 侍ジャイアンツ
- キューティーハニー

1974年
- チャージマン研!
- 柔道讃歌
- ダメおやじ
- ゲッターロボ
- グレートマジンガー
- 宇宙戦艦ヤマト
- てんとう虫の歌

1975年
- ゲッターロボG
- 鋼鉄ジーグ
- UFOロボ グレンダイザー
- 元祖天才バカボン（第2作）

1976年
- 妖怪伝 猫目小僧
- ドカベン

1977年
- 惑星ロボ ダンガードA
- おれは鉄兵
- 新・巨人の星（第2作）
- 野球狂の詩

1978年
- 一球さん
- 銀河鉄道999

1979年
- サイボーグ009（第2作）
- ドラえもん（第2作1期）
- 新・巨人の星II（第3作）

## 1980年代
1980年
- 火の鳥2772 愛のコスモゾーン(映画)
- 釣りキチ三平
- 地球へ…(映画)
- がんばれ元気
- まことちゃん(映画)
- 怪物くん（第2作）
- 鉄腕アトム（第2作）
- 太陽の使者 鉄人28号（第2作）
- あしたのジョー2

1981年
- Dr.スランプ アラレちゃん
- タイガーマスク二世
- 新・ど根性ガエル
- 忍者ハットリくん
- 六神合体ゴッドマーズ
- ダッシュ勝平
- まいっちんぐマチコ先生
- うる星やつら（第1作）

1982年
- ゲームセンターあらし
- 手塚治虫のドン・ドラキュラ
- SPACE ADVENTURE コブラ（映画）
- The・かぼちゃワイン
- 忍者マン一平
- スペースコブラ
- さすがの猿飛

1983年
- キャプテン
- 幻魔大戦（映画）
- みゆき
- キン肉マン
- パーマン（第2作）
- ストップ!! ひばりくん!
- こてんぐテン丸
- プラレス3四郎
- CAT'S EYE キャッツ・アイ（第1期）
- ナイン（映画）
- キャプテン翼（第1作）

1984年
- 夢戦士ウイングマン
- 超人ロック（映画）
- Gu-Guガンモ
- らんぽう
- チックンタックン
- ゴッドマジンガー
- よろしくメカドック
- ふたり鷹
- 北斗の拳
- あした天気になあれ
- CAT'S EYE キャッツ・アイ（第2作）

1985年
- タッチ
- オバケのQ太郎（第3作）
- プロゴルファー猿
- 六三四の剣
- コンポラキッド
- ゲゲゲの鬼太郎（第3作）
- ハイスクール!奇面組
- エリア88(OVA)

1986年
- ロボタン（第2作）
- ドラゴンボール
- アリオン（映画）
- 県立地球防衛軍（OVA）
- 銀牙 -流れ星 銀-
- 聖闘士星矢
- がんばれ!キッカーズ
- GREY デジタル・ターゲット(映画)
- 強殖装甲ガイバー(映画)
- 火の鳥 鳳凰編(映画)

1987年
- 夢幻紳士 冒険活劇編（OVA）
- 北斗の拳2
- バツ&テリー(映画)
- ウルトラB
- シティーハンター
- きまぐれオレンジ☆ロード
- エスパー魔美
- 湘南爆走族(OVA)
- のらくろクン
- ミスター味っ子
- 仮面の忍者 赤影（アニメ版）
- ついでにとんちんかん
- ビックリマン
- デビルマン 誕生編（OVA）

1988年
- 闘将!!拉麵男
- おそ松くん（第2作）
- 魁!!男塾
- つるピカハゲ丸くん
- 燃える!お兄さん
- キテレツ大百科
- シティーハンター2
- 新プロゴルファー猿
- 鉄拳チンミ
- ビリ犬
- 名門!第三野球部

1989年
- おぼっちゃまくん
- 獣神ライガー
- 新ビックリマン
- 悪魔くん（第1作）
- らんま1/2
- ドラゴンボールZ
- 風魔の小次郎(OVA)
- パラソルヘンべえ
- ダッシュ!四駆郎
- 機動警察パトレイバー
- 強殖装甲ガイバー(OVA)
- ジャングル大帝（第3作）
- シティーハンター3
- がきデカ
- まじかるハット
- らんま1/2 熱闘編
- チンプイ
- ドラゴンクエスト
- バオー来訪者(OVA)

## 1990年代
1990年
- 平成天才バカボン（第3作）
- デビルマン 妖鳥死麗濡編（OVA）
- 三つ目がとおる
- もーれつア太郎（第2作）
- 剣之介さま(映画)
- Pink みずドロボウあめドロボウ(映画)
- まじかる☆タルるートくん
- 江戸っ子ボーイ がってん太助

1991年
- おれは直角
- ゲッターロボ號
- シティーハンター'91
- 21エモン
- OH!MYコンブ
- キン肉マン キン肉星王位争奪編
- 炎の闘球児 ドッジ弾平
- DRAGON QUEST -ダイの大冒険-
- 横山光輝 三国志
- 丸出だめ夫
- 究極超人あ〜る(OVA)
- うしろの百太郎(OVA)
- 恐怖新聞(OVA)

1992年
- 強殖装甲ガイバー ACTII(OVA)
- 超電動ロボ 鉄人28号FX（第3作）
- お〜い!竜馬
- スーパービックリマン
- ジャイアントロボ THE ANIMATION -地球が静止する日(OVA)
- ろくでなしBLUES(映画)
- 幽☆遊☆白書
- 南国少年パプワくん
- 電影少女 -VIDEO GIRL AI-(OVA)
- カメレオン(OVA)
- うしおととら(OVA)
- BASTARD!! -暗黒の破壊神-(OVA)

1993年
- マグマ大使(OVA)
- カッパの三平(映画)
- 剣勇伝説YAIBA
- GS美神
- 8マン AFTER(OVA)
- ジャングルの王者ターちゃん
- SLAM DUNK
- 蒼き伝説 シュート!
- ジョジョの奇妙な冒険(OVA)
- 今日から俺は!!(OVA)

1994年
- 覇王大系リューナイト
- とっても!ラッキーマン
- 新・キューティーハニー（OVA）
- マーズ（OVA）
- D・N・A² 〜何処かで失くしたあいつのアイツ〜
- 魔法陣グルグル（第1作）
- キャプテン翼J
- GO!GO!ACKMAN(OVA)
- ワイルド7(OVA)

1995年
- 空想科学世界ガリバーボーイ
- 鬼神童子ZENKI
- NINKU -忍空-
- H2
- モジャ公
- 新世紀エヴァンゲリオン

1996年
- ゲゲゲの鬼太郎（第4作）
- 爆走兄弟レッツ&ゴー!!
- 名探偵コナン
- るろうに剣心 -明治剣客浪漫譚-（第1作）
- ドラゴンボールGT
- みどりのマキバオー
- 天空のエスカフローネ
- B'T X
- 地獄先生ぬ〜べ〜
- こちら葛飾区亀有公園前派出所
- ウルトラマン超闘士激伝(OVA)
- ハーメルンのバイオリン弾き
- エルフを狩るモノたち
- 覚悟のススメ(OVA)

1997年
- 爆走兄弟レッツ&ゴー!!WGP
- EAT-MAN
- スーパーフィッシング グランダー武蔵
- キューティーハニーF
- ポケットモンスター (1997-2002年のアニメ)
- HAUNTEDじゃんくしょん
- 金田一少年の事件簿
- HARELUYA II BØY
- 中華一番!'(第1期)
- 忍ペンまん丸
- 烈火の炎
- エルフを狩るモノたちII
- 学級王ヤマザキ
- ドクタースランプ
- 貯金戦士キャッシュマン(OVA)

1998年
- 爆走兄弟レッツ&ゴー!!MAX
- セクシーコマンドー外伝 すごいよ!!マサルさん
- グランダー武蔵RV
- Bビーダマン爆外伝
- 遊☆戯☆王
- ブレンパワード
- 浦安鉄筋家族
- スプリガン(映画)
- 真ゲッターロボ 世界最後の日（OVA）
- 突撃!パッパラ隊
- ガサラキ
- LET'S ぬぷぬぷっ
- EAT-MAN'98
- 快傑蒸気探偵団
- 花さか天使テンテンくん
- まもって守護月天!
- どっきりドクター
- ヨシモトムチッ子物語
- 超速スピナー

1999年
- 爆球連発!!スーパービーダマン
- Bビーダマン爆外伝V
- デジモンアドベンチャー
- パワーストーン
- GTO
- キョロちゃん
- メダロット
- 仙界伝 封神演義(第1作)
- サイボーグクロちゃん
- 鋼鉄天使くるみ
- ジバクくん
- 地球防衛企業 ダイ・ガード
- 人形草紙あやつり左近
- ゾイド -ZOIDS-
- HUNTER×HUNTER
- レレレの天才バカボン（第4作）
- ドンキーコング
- ONE PIECE
- ビックリマン2000

## 2000年代
2000年
- 六門天外モンコレナイト
- からくりの君(OVA)
- デジモンアドベンチャー02
- ドキドキ♡伝説 魔法陣グルグル（第2作）
- BOYS BE…
- うちゅう人 田中太郎
- 遊☆戯☆王デュエルモンスターズ
- ラブひな
- ジョジョの奇妙な冒険 ADVENTURE(OVA)
- AMON デビルマン黙示録（OVA）
- メダロット魂
- はじめの一歩（第1期）
- 勝負師伝説 哲也
- 犬夜叉
- 人造人間キカイダー THE ANIMATION
- 真ゲッターロボ対ネオゲッターロボ（OVA）

2001年
- ゾイド新世紀スラッシュゼロ
- グラップラー刃牙
- 爆転シュート ベイブレード
- 機動天使エンジェリックレイヤー
- 電脳冒険記ウェブダイバー
- デジモンテイマーズ
- ジャングルはいつもハレのちグゥ
- PROJECT ARMS
- 鋼鉄天使くるみ2式
- 花右京メイド隊
- オフサイド
- 砂漠の海賊!キャプテンクッパ
- シャーマンキング
- スクライド
- バビル2世（2001年版）
- 星のカービィ
- 激闘!クラッシュギアTURBO
- キャプテン翼（第3作）
- テニスの王子様
- ヒカルの碁
- RAVE
- 格闘料理伝説ビストロレシピ
- GROOVE ADVENTURE RAVE
- サイボーグ009 THE CYBORG SOLDIER（第3作）
- キカイダー01 THE ANIMATION(OVA)

2002年
- 爆転シュート ベイブレード 2002
- 七人のナナ
- 幻魔大戦 神話前夜の章
- ロックマンエグゼ
- 東京アンダーグラウンド
- 天使な小生意気
- ぴたテン
- デジモンフロンティア
- ワイルド7 another -謀略運河-
- ホイッスル!
- プリンセスチュチュ
- 王ドロボウJING
- アソボット戦記五九
- スパイラル 〜推理の絆〜
- NARUTO -ナルト-
- GetBackers-奪還屋-
- デュエル・マスターズ
- 神世紀伝マーズ
- ポケットモンスター アドバンスジェネレーション
- バロムワン

2003年
- 爆転シュート ベイブレード Gレボリューション
- ななか6/17
- 出撃!マシンロボレスキュー
- 聖闘士星矢 冥王ハーデス編(OVA)
- クラッシュギアNitro
- 成恵の世界
- 魔探偵ロキ RAGNAROK
- 金色のガッシュベル!!
- アストロボーイ・鉄腕アトム
- コロッケ!
- DEAR BOYS
- 探偵学園Q
- 絶体絶命でんぢゃらすじーさん
- 魁!!クロマティ高校
- ロックマンエグゼAXESS
- 鋼の錬金術師
- ギルガメッシュ
- ボボボーボ・ボーボボ

2004年
- エリア88
- モンキーターン
- ケロロ軍曹
- DAN DOH!!
- 火の鳥
- 陸奥圓明流外伝 修羅の刻
- 鉄人28号（第4作）
- Re:キューティーハニー（OVA）
- 陰陽大戦記
- 冒険王ビィト
- 舞-HiME
- ロックマンエグゼStream
- ゾイドフューザーズ
- スクールランブル
- BLEACH
- 遊☆戯☆王デュエルモンスターズGX
- リングにかけろ1
- ブラック・ジャック
- 焼きたて!!ジャぱん
- メジャー MAJOR（第1シリーズ）

2005年
- 魔法先生ネギま!
- 増田こうすけ劇場 ギャグマンガ日和
- 甲虫王者ムシキング 森の民の伝説
- ゾイドジェネシス
- メルヘヴン
- うえきの法則
- いちご100%
- アイシールド21
- ツバサ・クロニクル（第1期）
- ドラえもん（第2作2期）
- 交響詩篇エウレカセブン
- プレイボール
- 涼風
- 強殖装甲ガイバー
- ロックマンエグゼBEAST
- 韋駄天翔
- capeta
- 灼眼のシャナ
- BLACK CAT
- 冒険王ビィト エクセリオン
- BLOOD+
- メジャー MAJOR（第2シリーズ）

2006年
- 爆球Hit! クラッシュビーダマン
- スクールランブル 二学期
- 牙 -KIBA-
- デジモンセイバーズ
- 涼宮ハルヒの憂鬱 (2006年)
- 妖逆門
- 銀魂（第1期）
- リングにかけろ1-日米決戦編-
- ロックマンエグゼBEAST+
- ブラック・ジャック21
- 無敵看板娘
- 増田こうすけ劇場 ギャグマンガ日和2
- ポケットモンスター ダイヤモンド&パール
- D.Gray-man
- DEATH NOTE
- ネギま!?
- 武装錬金
- 史上最強の弟子ケンイチ
- 流星のロックマン
- 家庭教師ヒットマンREBORN!
- 結界師

2007年
- メジャー MAJOR（第3シリーズ）
- GR-GIANT ROBO-
- NARUTO -ナルト- 疾風伝
- ジョジョの奇妙な冒険 ファントムブラッド(映画)
- ゲゲゲの鬼太郎（第5作）
- ハヤテのごとく!（第1期）
- Over Drive
- CLAYMORE
- ながされて藍蘭島
- 鋼鉄神ジーグ
- 地球へ…
- BLUE DRAGON
- ケンコー全裸系水泳部 ウミショー
- さよなら絶望先生
- BLUE DROP 〜天使達の戯曲〜
- 魔人探偵脳噛ネウロ
- 獣神演武 -HERO TALES-
- 流星のロックマン トライブ
- ピューと吹く!ジャガー(OVA)

2008年
- ロザリオとバンパイア
- 【俗・】さよなら絶望先生
- メジャー MAJOR（第4シリーズ）
- 増田こうすけ劇場 ギャグマンガ日和3
- 遊☆戯☆王5D's
- To LOVEる -とらぶる-
- ペンギンの問題
- ネットゴーストPIPOPA
- 絶対可憐チルドレン
- ソウルイーター
- 鉄腕バーディー DECODE
- COBRA THE ANIMATION(OVA)
- バトルスピリッツ 少年突破バシン
- ロザリオとバンパイア CAPU2
- 屍姫 赫
- 夜桜四重奏 〜ヨザクラカルテット〜
- イナズマイレブン
- ライブオン CARDLIVER 翔
- とある魔術の禁書目録

2009年
- 屍姫 玄
- はじめの一歩 New Challenger（第2期）
- 明日のよいち!
- 鉄腕バーディー DECODE:02
- メジャー MAJOR（第5シリーズ）
- ヘタリア Axis Powers(第1期)
- 地獄甲子園(OVA)
- 涼宮ハルヒの憂鬱 (2009年)
- 真マジンガー 衝撃! Z編
- メタルファイト ベイブレード
- ハヤテのごとく!!（第2期）
- クロスゲーム
- 夏のあらし!
- 鋼の錬金術師 FULLMETAL ALCHEMIST
- 初恋限定。
- ドラゴンボール改
- 珍遊記 -太郎とゆかいな仲間たち-(OVA)
- ヘタリア Axis Powers(第2期)
- 【懺・】さよなら絶望先生
- よくわかる現代魔法
- バトルスピリッツ 少年激覇ダン
- 犬夜叉 完結編
- テガミバチ
- そらのおとしもの
- 夏のあらし! 〜春夏冬中〜
- FAIRY TAIL
- とある科学の超電磁砲
- 聖闘士星矢 THE LOST CANVAS 冥王神話(OVA)

## 2010年代
2010年
- ケシカスくん
- COBRA THE ANIMATION（第2作）
- 増田こうすけ劇場 ギャグマンガ日和+
- ソ・ラ・ノ・ヲ・ト
- バカとテストと召喚獣
- ヘタリア World Series(第3期 配信)
- HEROMAN
- メタルファイト ベイブレード 爆
- リングにかけろ1 影道編
- メジャー MAJOR（第6シリーズ）
- 学園黙示録 HIGHSCHOOL OF THE DEAD
- デジモンクロスウォーズ
- ぬらりひょんの孫
- 屍鬼
- ヘタリア Axis Powers(第4期 配信)
- ポケットモンスター ベストウイッシュ
- そらのおとしものf
- テガミバチ REVERSE
- バクマン。（第1期）
- 侵略!イカ娘
- バトルスピリッツ ブレイヴ
- もっと To LOVEる -とらぶる-
- 神のみぞ知るセカイ
- とある魔術の禁書目録II
- 新ゲッターロボ
- カッコカワイイ宣言!（第1期）

2011年
- カードファイト!! ヴァンガード
- THE IDOLM@STER
- 魔法少女まどか☆マギカ
- べるぜバブ
- レベルE
- 日常
- メタルファイト ベイブレード 4D
- トリコ
- 銀魂'（第2期）
- SKET DANCE
- 遊☆戯☆王ZEXAL
- Dororonえん魔くん メ〜ラめら
- リングにかけろ1 世界大会編
- あの日見た花の名前を僕達はまだ知らない。
- 神のみぞ知るセカイII
- 青の祓魔師
- イナズマイレブンGO
- ぬらりひょんの孫 〜千年魔京〜
- BLOOD-C
- バカとテストと召喚獣にっ!
- バトルスピリッツ 覇王
- バクマン。（第2期）
- クロスファイト ビーダマン
- HUNTER×HUNTER（2011年版）
- 侵略!?イカ娘
- 未来日記
- カッコカワイイ宣言!（第2期）

2012年
- 新テニスの王子様
- 妖狐×僕SS
- 君のいる町
- 聖闘士星矢Ω
- めだかボックス
- さんかれあ
- 爆TECH!爆丸
- 黒子のバスケ
- メタルファイト ベイブレード ZEROG
- カードファイト!! ヴァンガード アジアサーキット編
- 黄昏乙女×アムネジア
- 咲-Saki-阿知賀編 episode of side-A
- エウレカセブンAO
- イナズマイレブンGO クロノ・ストーン
- 氷菓
- TARI TARI
- うぽって!!
- 貧乏神が!
- じょしらく
- だから僕は、Hができない。
- でんぢゃらすじーさん邪(OVA)
- バトルスピリッツ ソードアイズ
- 超速変形ジャイロゼッター
- 新世界より
- ハヤテのごとく! CAN'T TAKE MY EYES OFF YOU（第3期）
- 金魂
- ジョジョの奇妙な冒険（第1期）
- To LOVEる -とらぶる- ダークネス
- 劇場版 魔法少女まどか☆マギカ（映画）
- クロスファイト ビーダマンeS
- バクマン。3（第3期）
- CODE:BREAKER
- マギ
- めだかボックス アブノーマル
- ROBOTICS;NOTES

2013年
- 銀魂'（第2期 延長戦）
- ささみさん@がんばらない
- カードファイト!! ヴァンガード リンクジョーカー編
- ヘタリア The Beautiful World(第5期 配信)
- RDG レッドデータガール
- 波打際のむろみさん
- デート・ア・ライブ
- ラブライブ!
- 惡の華
- 鉄人28号ガオ!（第5作）
- 進撃の巨人
- イナズマイレブンGO ギャラクシー
- ムシブギョー
- 銀の匙 Silver Spoon
- とある科学の超電磁砲S
- ハヤテのごとく! Cuties（第4期）
- ぷちます! -プチ・アイドルマスター-（Webアニメ・ぷちます!第1期）
- アラタカンガタリ〜革神語〜
- ガイストクラッシャー
- 弱虫ペダル（第1期）
- はじめの一歩 Rising（第3期）
- ダイヤのA
- 最強銀河 究極ゼロ 〜バトルスピリッツ〜
- ポケットモンスター XY
- 花のずんだ丸(配信)

2014年
- フューチャーカード バディファイト
- ノラガミ（第1期）
- 妖怪ウォッチ
- ニセコイ（第1期）
- カードファイト!! ヴァンガード レギオンメイト編
- FAIRY TAIL（第2期）
- ジョジョの奇妙な冒険 スターダストクルセイダース（第2期）
- ハイキュー!!（第1期）
- ドラゴンボール改（第2期）
- 遊☆戯☆王ARC-V
- ベイビーステップ（第1期）
- オレカバトル
- ドラゴンコレクション
- ヒーローバンク
- マジンボーン
- THE IDOLM@STER MOVIE 輝きの向こう側へ!（映画）
- ぷちます!! -プチプチ・アイドルマスター-（Webアニメ・ぷちます!第2期）
- テンカイナイト
- 金田一少年の事件簿R（第1期）
- ばらかもん
- ワールドトリガー(第1期)
- 七つの大罪(第1期)
- 怪盗ジョーカー（第1期）
- 四月は君の嘘
- カードファイト!! ヴァンガードG

2015年
- ジョジョの奇妙な冒険 スターダストクルセイダース（エジプト編）（第2期 後半）
- 暗殺教室（第1期）
- 食戟のソーマ(第1期)
- バトルスピリッツ 烈火魂
- 境界のRINNE（第1期）
- 電波教師
- 終わりのセラフ
- アルスラーン戦記
- ベイビーステップ（第2期）
- 怪盗ジョーカー（第2期）
- 血界戦線
- 銀魂゜（第3期）
- ニセコイ:（第2期）
- フューチャーカード バディファイト100
- 聖闘士星矢 黄金魂 -soul of gold-(配信)
- 山田くんと7人の魔女
- THE IDOLM@STER シンデレラガールズ
- 機動戦士ガンダム THE ORIGIN(OVA)
- ドラゴンボール超
- うしおととら（第1期）
- ヘタリア The World Twinkle(第6期 配信)
- BORUTO -NARUTO THE MOVIE-(映画)
- 心が叫びたがってるんだ。(映画)
- ノラガミ ARAGOTO（第2期）
- 金田一少年の事件簿R（第2期）
- 進撃！巨人中学校
- ハイキュー!!（第2期）
- おそ松さん（第3作 第1期）
- 終わりのセラフ 名古屋決戦編
- カードファイト!! ヴァンガードG ギアースクライシス編
- 磯部磯兵衛物語(配信 第1期)

2016年
- 暗殺教室（第2期）
- だがしかし
- FAIRY TAIL ZERO
- うしおととら（第2期）
- ジョジョの奇妙な冒険 ダイヤモンドは砕けない（第3期）
- フューチャーカード バディファイトDDD
- 逆転裁判 〜その「真実」、異議あり!〜
- 僕のヒーローアカデミア（第1期）
- ベイブレードバースト
- 怪盗ジョーカー（第3期）
- バトルスピリッツ ダブルドライブ
- 双星の陰陽師
- 境界のRINNE（第2期）
- とんかつDJアゲ太郎
- ふらいんぐうぃっち
- カミワザ・ワンダ
- ビッグオーダー
- マギ シンドバッドの冒険
- 不機嫌なモノノケ庵（第1期）
- カードファイト!! ヴァンガードG ストライドゲート編
- 食戟のソーマ 弐ノ皿(第2期)
- DAYS
- アルスラーン戦記 風塵乱舞
- 斉木楠雄のΨ難(第1期)
- パズドラクロス
- ラブライブ!サンシャイン!!
- D.Gray-man HALLOW
- チア男子!!
- はんだくん
- モブサイコ100（第1期）
- 七つの大罪 聖戦の予兆(第1期 SP)
- ヘボット!
- モンスターハンターストーリーズ RIDE ON
- タイガーマスクW
- デジモンユニバース アプリモンスターズ
- カードファイト!! ヴァンガードG NEXT
- 怪盗ジョーカー（第4期）
- 競女!!!!!!!!
- 100%パスカル先生（配信)
- ハイキュー!! 烏野高校 VS 白鳥沢学園高校（第3期）
- ポケットモンスター サン&ムーン
- ろんぐらいだぁす!

2017年
- 政宗くんのリベンジ
- 風夏
- 青の祓魔師 京都不浄王篇
- エルドライブ【elDLIVE】
- 銀魂.（第4期）
- ガヴリールドロップアウト
- 弱虫ペダル NEW GENERATION（第2期）
- BanG Dream!
- 磯部磯兵衛物語（配信 第2期）
- 僕のヒーローアカデミア（第2期）
- フューチャーカード バディファイトX
- 進撃の巨人（第2期）
- ロクでなし魔術講師と禁忌教典
- アイドルマスター シンデレラガールズ劇場
- ベイブレードバースト ゴッド
- BORUTO-ボルト- -NARUTO NEXT GENERATIONS-
- 武装少女マキャヴェリズム
- 恋愛暴君
- 境界のRINNE（第3期）
- 100%パスカル先生
- アトム ザ・ビギニング
- スナックワールド
- 遊☆戯☆王VRAINS
- 賭ケグルイ（第1期）
- 恋と嘘
- アホガール
- 徒然チルドレン
- 時間の支配者
- 将国のアルタイル
- ボールルームへようこそ
- 魔法陣グルグル（第3作）
- はじめてのギャル
- ゲーマーズ!
- 銀魂「ポロリ篇」（第5期）
- UQ HOLDER! 〜魔法先生ネギま!2〜
- おそ松さん（第3作 第2期）
- Infini-T Force
- ブラッククローバー
- 食戟のソーマ 餐ノ皿(第3期 前半)
- 血界戦線 & BEYOND
- カードファイト!! ヴァンガードG Z

2018年
- DEVILMAN crybaby(配信)
- 七つの大罪 戒めの復活(第2期)
- 新幹線変形ロボ シンカリオン
- ポチっと発明 ピカちんキット
- 三ツ星カラーズ
- 銀魂 銀ノ魂篇（第6期）
- からかい上手の高木さん
- 弱虫ペダル GLORY LINE（第3期）
- だがしかし2
- たくのみ。
- 覇穹 封神演義(第2作)
- 斉木楠雄のΨ難(第2期)
- ゲゲゲの鬼太郎(第6作)
- ベイブレードバースト 超ゼツ
- パズドラ
- キャプテン翼(第4作 第1期)
- イナズマイレブン アレスの天秤
- 妖怪ウォッチ シャドウサイド
- 魔法少女サイト
- フューチャーカード バディファイトX オールスターファイト
- 僕のヒーローアカデミア（第3期）
- メジャーセカンド
- Cutie Honey Universe
- 食戟のソーマ 餐ノ皿「遠月列車篇」(第3期 後半)
- カードファイト!! ヴァンガード（2018年版）
- フューチャーカード 神バディファイト
- バキ（第2作 第1期）
- ゾイドワイルド
- はたらく細胞（第1期）
- 銀魂 銀ノ魂篇（第6期:後半戦）
- 深夜!天才バカボン（第5作）
- ハッピーシュガーライフ
- ゆらぎ荘の幽奈さん
- ムヒョとロージーの魔法律相談事務所
- 進撃の巨人（第3期 第1部）
- れいぞうこのつけのすけ!
- 爆釣バーハンター
- 火ノ丸相撲
- イナズマイレブン オリオンの刻印
- ジョジョの奇妙な冒険 黄金の風（第4期）
- 寄宿学校のジュリエット
- FAIRY TAIL（第3期）
- ベルゼブブ嬢のお気に召すまま。
- からくりサーカス
- 聖闘士星矢 セインティア翔(配信)

2019年
- BanG Dream! 2nd Season
- 不機嫌なモノノケ庵 續（第2期）
- どろろ（第2作）
- モブサイコ100 II（第2期）
- 賭ケグルイ××（第2期）
- 約束のネバーランド（第1期）
- 五等分の花嫁（第1期）
- ドメスティックな彼女
- ダイヤのA actII
- 八十亀ちゃんかんさつにっき
- ベイブレードバースト ガチ(配信)
- 妖怪ウォッチ!
- 川柳少女
- みだらな青ちゃんは勉強ができない
- ひとりぼっちの○○生活
- けだまのゴンじろー
- ケンガンアシュラ（配信)
- MIX(第1期)
- 鬼滅の刃(第1期)
- ぼくたちは勉強ができない(第1期)
- この音とまれ!
- 群青のマグメル
- ジモトがジャパン
- 進撃の巨人（第3期 第2部）
- 機動戦士ガンダム THE ORIGIN 前夜 赤い彗星
- カードファイト!! ヴァンガード 続・高校生編
- かつて神だった獣たちへ
- ダンベル何キロ持てる?
- 彼方のアストラ
- Dr.STONE(第1期)
- 炎炎ノ消防隊(第1期)
- 荒ぶる季節の乙女どもよ。
- からかい上手の高木さん2
- 聖闘士星矢: Knights of the Zodiac(配信)
- あひるの空
- GO!GO!アトム
- 魔入りました!入間くん(第1期)
- 戦×恋
- ぼくたちは勉強ができない!(第2期)
- 七つの大罪 神々の逆鱗(第3期)
- BEASTARS(第1期)
- 食戟のソーマ 神ノ皿(第4期)
- 真・中華一番!(第2期)
- 僕のヒーローアカデミア(第4期)
- ゾイドワイルド ZERO
- ポケットモンスター
- 斉木楠雄のΨ難 Ψ始動編(第3期)
- 妖怪学園Y 〜Nとの遭遇〜

## 2020年代
2020年
- ダーウィンズゲーム
- プランダラ
- ランウェイで笑って
- ハイキュー!! TO THE TOP(第4期)
- 虚構推理
- ドロヘドロ
- BanG Dream! 3rd Season
- かくしごと
- 遊☆戯☆王SEVENS
- メジャーセカンド(第2期)
- デジモンアドベンチャー:
- シャドウバース
- 食戟のソーマ 豪ノ皿(第5期)
- ベイブレードバースト スパーキング(配信)
- バキ 大擂台賽編(第2作 第2期)
- ド級編隊エグゼロス
- 炎炎ノ消防隊 弐ノ章(第2期)
- 宇崎ちゃんは遊びたい!(第1期)
- 彼女、お借りします(第1期)
- 100万の命の上に俺は立っている(第1期)
- 呪術廻戦（第1期）
- トニカクカワイイ(第1期)
- ドラゴンクエスト ダイの大冒険（第2作）
- 無能なナナ
- 魔王城でおやすみ
- 憂国のモリアーティ
- おそ松さん（第3作 第3期）
- 進撃の巨人 The Final Season（第4期）

2021年
- 七つの大罪 憤怒の審判(第4期)
- BEASTARS(第2期)
- 五等分の花嫁∬(第2期)
- 約束のネバーランド（第2期）
- はたらく細胞!!(第2期)
- はたらく細胞BLACK(第2期 スピンオフ)
- ワールドトリガー(第2期)
- 怪物事変
- 怪病医ラムネ
- EX-ARM エクスアーム
- 真・中華一番!(第3期)
- Dr.STONE　STONE WARS(第2期)
- 銀魂 THE SEMI-FINAL（配信 第7期）
- 天空侵犯（配信）
- 僕のヒーローアカデミア(第5期)　
- ヘタリア World★Stars(第7期 配信)
- SHAMAN KING(第2作)
- 灼熱カバディ
- ましろのおと
- さよなら私のクラマー
- 東京リベンジャーズ(第1期)
- EDENS ZERO(第1期)
- イジらないで、長瀞さん(第1期)
- マジカパーティ
- 不滅のあなたへ(第1期)
- ベイブレードバースト ダイナマイトバトル(配信)
- 妖怪ウォッチ♪
- 魔入りました!入間くん(第2期)
- ピーチボーイリバーサイド
- ヴァニタスの手記
- カノジョも彼女（第1期）
- 100万の命の上に俺は立っている(第2期)
- 死神坊ちゃんと黒メイド（第1期）
- 出会って5秒でバトル
- 女神寮の寮母くん。
- ジャヒー様はくじけない!
- 範馬刃牙(第3作)
- メガトン級ムサシ(第1期)
- テスラノート
- 吸血鬼すぐ死ぬ
- 古見さんは、コミュ症です。（第1期）
- サクガン
- プラチナエンド
- 大正オトメ御伽話
- ワールドトリガー(第3期)
- 鬼滅の刃 無限列車編(第2期 第1部)
- ジョジョの奇妙な冒険 ストーンオーシャン（第5期 第1部）
- 鬼滅の刃 遊郭編(第2期 第2部)

2022年
- オリエント(第1期)
- 終末のハーレム
- からかい上手の高木さん3
- 進撃の巨人 The Final Season Part2（第5期）
- 阿波連さんははかれない
- 名探偵コナン ゼロの日常
- トモダチゲーム
- 古見さんは、コミュ症です。(第2期)
- 社畜さんは幼女幽霊に癒されたい。
- 恋は世界征服のあとで
- SPY×FAMILY(第1部)
- 可愛いだけじゃない式守さん
- くノ一ツバキの胸の内
- サマータイムレンダ
- カッコウの許嫁
- スプリガン(配信)
- BASTARD!! -暗黒の破壊神-(配信 第1期)
- 彼女、お借りします(第2期)
- てっぺんっ!!!!!!!!!!!!!!!
- シュート！Goal to the Future
- 金装のヴェルメイユ〜崖っぷち魔術師は最強の厄災と魔法世界を突き進む〜
- 新テニスの王子様 U-17 WORLD CUP
- それでも歩は寄せてくる
- よふかしのうた
- オリエント 淡路島激闘編(第2期)
- BASTARD!! -暗黒の破壊神-(配信 第2期)
- 僕のヒーローアカデミア(第6期)
- 宇崎ちゃんは遊びたい!ω(第2期)
- SPY×FAMILY(第2部 第1期)
- 名探偵コナン 犯人の犯沢さん
- 不徳のギルド
- モブサイコ100 III(第3期)
- メガトン級ムサシ(第2期)
- ジョジョの奇妙な冒険 ストーンオーシャン（第5期 第2部）
- 魔入りました!入間くん(第3期)
- 弱虫ペダル LIMIT BREAK(第4期)
- ブルーロック
- BLEACH 千年血戦篇(第2期)
- チェンソーマン
- うる星やつら(第2作)
- 4人はそれぞれウソをつく
- 不滅のあなたへ(第2期)
- ロマンティック・キラー(配信)
- 僕とロボコ

2023年
- 冰剣の魔術師が世界を統べる
- ジョジョの奇妙な冒険 ストーンオーシャン（第5期 第3部）
- 犬になったら好きな人に拾われた。
- イジらないで、長瀞さん 2nd Attack(第2期)
- 東京リベンジャーズ 聖夜決戦編(第2期)
- ノケモノたちの夜
- もういっぽん!
- 吸血鬼すぐ死ぬ2
- あやかしトライアングル
- MIX MEISEI STORY ～二度目の夏、空の向こうへ～（第2期）
- 地獄楽
- 僕の心のヤバイやつ
- EDENS ZERO（第2期）
- Dr.STONE NEW WORLD（第3期 第1期クール）
- 勇者が死んだ!
- カワイスギクライシス
- マッシュル-MASHLE-
- トニカクカワイイ（第2期）
- 女神のカフェテラス
- 六道の悪女たち
- 江戸前エルフ
- 異世界ワンターンキル姉さん 〜姉同伴の異世界生活はじめました〜
- 青のオーケストラ
- 事情を知らない転校生がグイグイくる。
- 鬼滅の刃 刀鍛冶の里編(第3期)
- 実は俺、最強でした?
- 好きな子がめがねを忘れた
- 呪術廻戦（第2期）
- るろうに剣心 -明治剣客浪漫譚- (第2作)
- 彼女、お借りします（第3期）
- AIの遺電子
- デキる猫は今日も憂鬱
- ゾン100〜ゾンビになるまでにしたい100のこと〜
- 死神坊ちゃんと黒メイド（第2期）
- 英雄教室
- ダークギャザリング
- Helck
- 白聖女と黒牧師
- 範馬刃牙 前編(外伝ピクル＋野人戦争編) (配信 第2作 第3期)
- BASTARD!! －暗黒の破壊神－地獄の鎮魂歌編（配信 第3期）
- トニカクカワイイ 女子高編（配信 第3期）
- 範馬刃牙 後編(地上最強の親子喧嘩編) (配信 第2作 第4期)
- 火の鳥 エデンの宙（配信）
- 葬送のフリーレン
- め組の大吾 救国のオレンジ
- ラグナクリムゾン
- シャングリラ・フロンティア〜クソゲーハンター、神ゲーに挑まんとす〜
- キャプテン翼シーズン2 ジュニアユース編(第4作 第2期)
- 鴨乃橋ロンの禁断推理
- SHY
- 東京リベンジャーズ 天竺編（第3期）
- BEYBLADE X
- アンデッドアンラック
- カノジョも彼女（第2期）
- SPY×FAMILY（第2部 第2期）
- 七つの大罪 黙示録の四騎士（第5期）
- Dr.STONE NEW WORLD（第3期 第2クール）
- 火の鳥 エデンの花（映画）
- 悪魔くん（配信 第2作）

2024年
2025年